# Derek Roddy
Derek Roddy, född 28 augusti 1972, är en trummis från Florida, USA. Han är känd för att ha spelat trummor i bandet Hate Eternal, men han har också spelat och spelat in skivor med Nile, Malevolent Creation, Serpent's Rise, Divine Empire, Council of the Fallen, Today is the Day, Traumedy och Aurora Borealis.
Han är känd för att han är extremt snabb och skicklig bakom trummorna samt att han är helt och hållet självlärd. Roddy spelar även andra sorters genrer, bland annat blues, rock och jazz.

## Diskografi

### Aurora Borealis
- Praise The Archaic Light's Embrace (1998)
- Northern Lights (2000)
- Northern Lights: DieHard Release (2001)

### Council Of The Fallen
- Demo (1999)
- Revealing Damnation (2002)

### Creature
- Demo (1997)

### Deboning Method
- Demo (1992)
- Cold Demo (1993)

### Divine Empire
- Redemption (1998)

### Gothic Outcasts
- Sights Unseen (1997)

### Hate Eternal
- King of All Kings (16 september 16 2002)
- I, Monarch (27 juni 2005)

### Malevolent Creation
- In Cold Blood (1997)

### Nile
- Black Seeds of Vengeance (5 september 2000)

### Today Is The Day
- Axis of Eden (2007)

### Internecine
- The Book of Lambs (2002)

### Diverse artister
- Visionaries of the Macabre: Vol.1 (1998)
- Worldwide Metal Inquisition (1998)

## Utrustning
Trummor: DW
- 20" x 18" Kick Drums (x2)
- 10" x 8" Tom
- 12" x 8" Tom
- 8" x 8" Tom
- 14" x 14" Floor Tom
- 16" x 16" Floor Tom
- 10" x 5" Snare
- 13" x 5" Snare
- 14" x 6,5" Collector's Bronze Snare

Cymbaler: Meinl
- 8" Soundcaster Custom Splash
- 10" Soundcaster Custom Splash
- 20" Mb20 Rock China
- 13" Byzance Brilliant Serpents Hi-hats
- 16" Soundcaster Custom Medium Crash
- 17" Soundcaster Custom Medium Crash
- 12" Generation X Filter China
- 10" Generation X Filter China
- 18" Mb20 Rock China
- 21" Byzance Brilliant Serpents Ride
- 18" Soundcaster Custom Medium Crash
- 8" Generation X FX Hi-hats

Trum-skinn: Remo
Trumstockar: Vater
- Derek Roddy Signature

Pedaler: Axis
- A21 Derek Roddy Signature pedaler
- E-kit Triggers
- Axis Wrecking Ball Beaters